# لتکوئر ۲۸
لتکوئر ۲۸ (به انگلیسی: Latécoère_28) یک هواگرد ملخ‌پیشین تک‌موتوره از نوع تک‌باله 8 سرنشینه ساخت شرکت گروه لاتکوئر است. هواگرد لتکوئر ۲۸ نخستین پروازش را در ۱۹۲۷ میلادی انجام داد.